# Olimpiadi degli scacchi del 1957
Le Olimpiadi degli scacchi del 1957 furono la prima edizione femminile della competizione. Si svolsero a Emmen, nei Paesi Bassi, dal 2 al 21 settembre.

## Torneo
22 nazioni si iscrissero al torneo, ma una di queste (il Cile) ritirò la propria partecipazione. Le 21 nazioni rimanenti vennero quindi divise in tre gironi da sette squadre; le prime tre di ogni raggruppamento vennero ammesse alla finale principale a nove partecipanti, mentre le altre vennero divise in due ulteriori finali da sei squadre ciascuna. Le partite vennero giocate su due scacchiere, e non era ammessa la presenza di riserve.

### Prima fase
Nella tabella seguente sono elencati i gruppi in cui vennero divise le squadre. In grassetto sono evidenziate le qualificate alla finale A, in corsivo quelle qualificate alla finale B.
| Gruppo 1         | Gruppo 2     | Gruppo 3       |
| ---------------- | ------------ | -------------- |
| Cecoslovacchia   | Austria      | Belgio         |
| Finlandia        | Bulgaria     | Danimarca      |
| Francia          | Germania Est | Germania Ovest |
| Irlanda          | Lussemburgo  | Inghilterra    |
| Paesi Bassi      | Scozia       | Jugoslavia     |
| Romania          | Stati Uniti  | Norvegia       |
| Unione Sovietica | Ungheria     | Polonia        |

### Seconda fase
| Pos.     | Squadra          | Scacchiere                      | Scacchiere             | Punti    |
| Pos.     | Squadra          | Prima                           | Seconda                | Punti    |
| Finale A | Finale A         | Finale A                        | Finale A               | Finale A |
| -------- | ---------------- | ------------------------------- | ---------------------- | -------- |
|          | Unione Sovietica | Olga Rubtsova                   | Kira Zvorykina         | 10,5     |
|          | Romania          | Maria Pogorevici                | Margareta Teodorescu   | 10,5     |
|          | Germania Est     | Edith Keller-Herrmann           | Ursula Altrichter      | 10       |
| 4        | Ungheria         | Irén Hönsch                     | Éva Kertész            | 8,5      |
| 5        | Bulgaria         | Venka Asenova                   | Antonia Ivanova        | 8        |
| 6        | Jugoslavia       | Lidia Timofeeva                 | Tereza Štadler         | 7,5      |
| 7        | Inghilterra      | Elaine Pritchard                | Elleen Tranmer         | 7        |
| 8        | Germania Ovest   | Elfriede Rinder                 | Ruth Landmesser        | 6        |
| 9        | Paesi Bassi      | Fenny Heemskerk A. Van der Veen | Catharina Roodzant     | 4        |
| Finale B |                  |                                 |                        |          |
| 10       | Stati Uniti      | Gisela Gresser                  | Jacqueline Piatigorski | 8        |
| 11       | Cecoslovacchia   | Nina Hrušková-Bělská            | Květa Eretová          | 8        |
| 12       | Polonia          | Krystyna Hołuj                  | Mirosława Litmanowicz  | 7,5      |
| Finale C |                  |                                 |                        |          |
| 16       | Francia          | Chantal Chaudé de Silans        | Isabelle Choko         | 8,5      |
| 17       | Austria          | Alfreda Hausner                 | Berta Zebinger         | 7,5      |
| 18       | Finlandia        | Sirkka-Liisa Vuorenpää          | Gunnel Jägerhorn       | 6        |

### Risultati individuali
Furono assegnate medaglie alle giocatrici di ogni scacchiera con le tre migliori percentuali di punti per partita.
|                    | Giocatrice             | Punti            | Partite          | %                |
| Prima scacchiera   | Prima scacchiera       | Prima scacchiera | Prima scacchiera | Prima scacchiera |
| ------------------ | ---------------------- | ---------------- | ---------------- | ---------------- |
|                    | Krystyna Hołuj         | 9                | 11               | 81,8             |
|                    | Edith Keller-Herrmann  | 10,5             | 14               | 75,0             |
|                    | Gisela Gresser         | 7,5              | 11               | 68,2             |
| Seconda scacchiera |                        |                  |                  |                  |
|                    | Kira Zvorykina         | 12               | 14               | 85,7             |
|                    | Květa Eretová          | 8,5              | 11               | 77,3             |
|                    | Jacqueline Piatigorski | 7,5              | 11               | 68,2             |

#### Medaglie individuali per nazione
| Nazione          |   |   |   | Totali |
| ---------------- | - | - | - | ------ |
| Polonia          | 1 | 0 | 0 | 1      |
| Unione Sovietica | 1 | 0 | 0 | 1      |
| Germania Est     | 0 | 1 | 0 | 1      |
| Cecoslovacchia   | 0 | 1 | 0 | 1      |
| Stati Uniti      | 0 | 0 | 2 | 2      |